# Johannes Zick
Johannes (Johann) Zick (Lachen, 10 de enero de 1702-Wurzburgo, 4 de marzo de 1762) fue un pintor alemán de frescos en el sur de Alemania y activo durante el período Barroco. Fue padre del pintor Januarius Zick y considerado un importante maestro del Barroco tardío.

## Vida

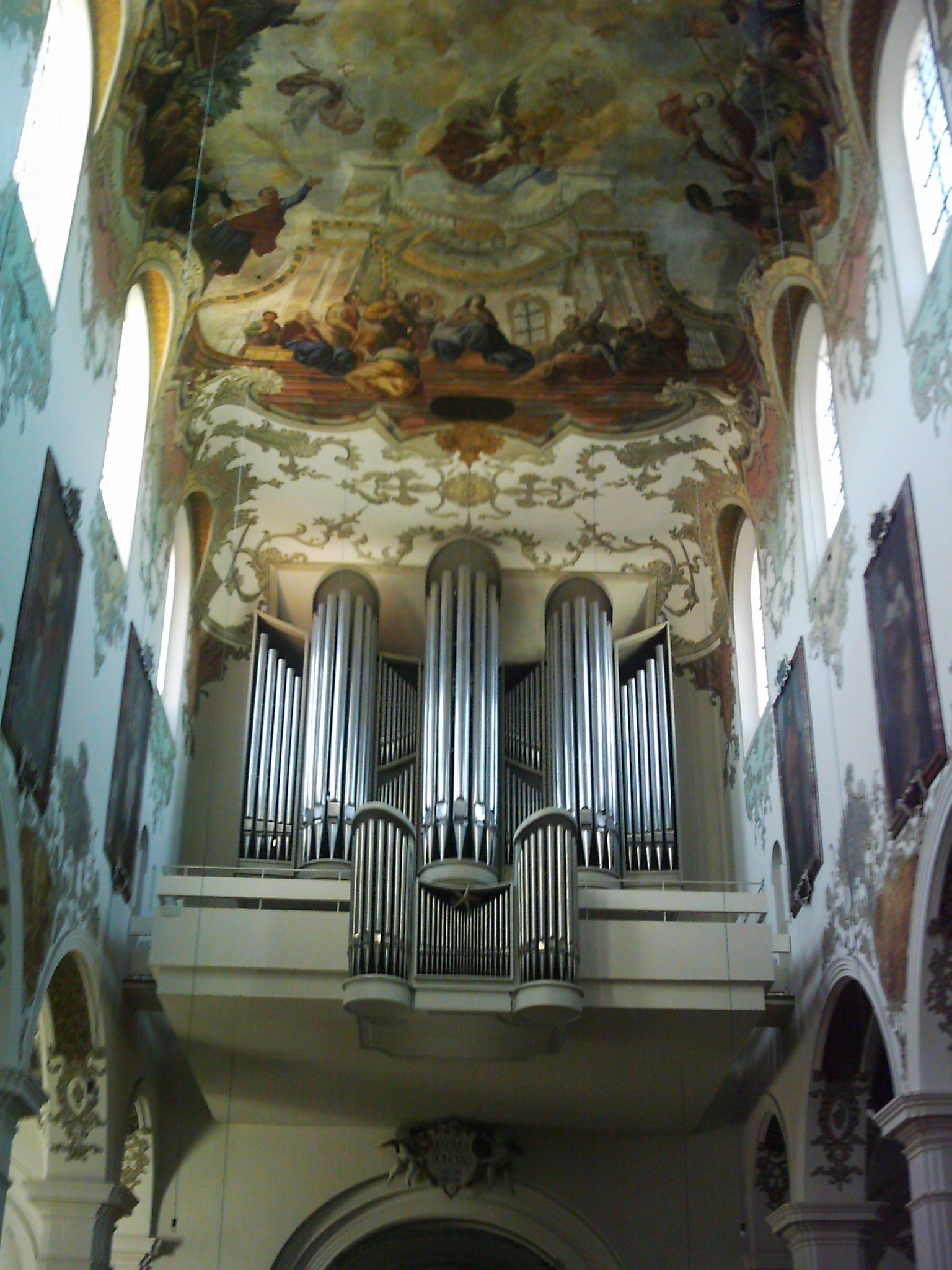
Techo en la iglesia de San Martín, Biberach an der Riss.

Johannes Zick nació en 1702 en Lachen, por entonces parte del territorio del Abad príncipe de Kempten en la Baja Algovia en lo que hoy es Baviera, donde comenzó su carrera como un herrero en el taller de su padre. Desde 1721 hasta 1724, estuvo de aprendiz con el pintor de corte de Constanza Jacob Carl Stauder. Ambos pintaron los frescos en el techo de la iglesia Mariahilf en Múnich.
Zick se trasladó con su familia a Múnich en 1728 cuando fue nombrado pintor de corte del Príncipe obispo Duque Juan Teodoro de Baviera. El posterior desarrollo de Johannes Zick como un pintor de frescos se vio estimulado por los hermanos Asam, quienes trabajaban en Múnich en aquella época.
Johannes Zick trabajó ampliamente en la Suabia superior entre 1744 y 1749. Debido a su trabajo en Suabia Superior, su familia le siguió allí en 1746, viviendo bien en Schussenried o em Biberach an der Riss. En 1746, pintó los frescos en el techo de la nave central de la iglesia de San Martín en Biberach an der Riss y, siguiendo su dibujo, las otras naves se reconstruyeron y pintaron con frescos en 1747.
Alrededor de 1750, se trasladó a Wurzburgo donde pintó los frescos en la llamada habitación del jardín de la Residencia de Wurzburgo, donde vivía el príncipe arzobispo de Wurzburgo. Durante nueve años, entre 1751 y 1759, decoró el palacio de Bruchsal, la residencia de los príncipes arzobispos de Espira con pinturas. Johannes Zick murió en Wurzburgo en 1762.

## Obras
- 1736: Decoración de la bóveda y el altar de la iglesia de San Juan Bautista, Bergkirchen;
- 1737: Frescos en la Capilla Rossacker, Rosenheim;
- 1738-1739: Frescos en la iglesia de San Jorge, Raitenhaslach (Burghausen);
- 1740-1742: Cuatro retablos en la colegiata de Saint Andrews, Berchtesgaden;
- 1745-1746: Frescos en la iglesia de la abadía Premonstratense de San Magno, Schussenried;
- 1746-1747: Frescos y decoraciones en la iglesia de San Martín, Biberach an der Riss;
- 1749-1750: Frescos para la habitación-jardín de la Residencia de Wurzburgo;
- 1751-1759: Numerosos frescos en el palacio de Bruchsal;
- 1753: Pinturas en la iglesia parroquial de Amorbach;
- 1755: Pinturas en el refectorio del monasterio de Oberzell, cerca de Wurzburgo;
- 1756: Pinturas en la Sandkirche, Aschaffenburg;
- 1757: Pinturas en la iglesia parroquial de Grafenrheinfeld;